# Doggy Dog – Eine total verrückte Hundeentführung
Doggy Dog – Eine total verrückte Hundeentführung ist eine Komödie aus dem Jahr 1999. Die Premiere des Films fand am 19. Mai 1999 statt. Regie führte Klaus Knoesel. Die Hauptrolle besetzte Oliver Korittke. Die ausführende Produktionsfirma war die Videoscope Fernseh-Film in Zusammenarbeit mit RTL.

## Handlung
Richy Brinkmann ist ein Hamburger Ganove aus tiefster Leidenschaft. Er liebt es, Gegenstände von anderen Personen zu stehlen. Diese Zeit ist für ihn aber vorbei, denn er hat beschlossen, von nun an ein geregeltes Leben führen zu wollen. Doch vorher will er noch ein einziges Mal sein früheres Hobby ausleben. Er kommt auf die Idee, eine Pudeldame namens Thannhäuser entführen zu wollen. Doch sein Plan geht nicht auf, denn als er die Pudeldame in den Händen hält, hat er plötzlich eine ganze Tierschar, die hinter ihm her ist. Ein Rennen beginnt. Doch die Tiere machen es dem Gauner nicht einfach, mit dem Pudel zu entkommen.

## Rezeption
Das Lexikon des internationalen Films meinte zum Film: „Leichtgewichtige (Fernseh-)Gangsterkomödie mit vorhersehbaren Wendungen.“
TV Spielfilm urteilte kritisch: „Wir wollen niemandem ans Bein pinkeln, aber die Leistungen der Beteiligten sind hier arg begrenzt“ und stellte fest: „„Alle neune?“ Doch wohl eher ein Pudel.“
Die Zeitschrift rtv findet den Film einfach „zum Jaulen komisch.“